# Lover Why
"Lover Why" é o primeiro single lançado pela banda de rock francesa Century. A canção pertence ao seu álbum de estreia, ...And Soul It Goes, lançado em 1985.
Foi a música de maior sucesso do grupo nas paradas musicais, ficando em primeiro lugar na França e em Portugal além de entrar em outras paradas como a da Alemanha (#32), Bélgica (#33) ou da Suíça (#11).
No Brasil a canção se tornou popular após entrar na trilha sonora da novela Ti Ti Ti, exibida pela Rede Globo entre 1985/1986. Na trama de Cassiano Gabus Mendes a canção foi tema dos personagens Gabriela e Pedro, interpretados por Myrian Rios e Paulo Castelli
Existem versões de dança de "Lover why" assinadas por Dee Martin (1993) e Mark Ashley (2000). A canção foi regravada em 1987 pelo músico português José Maria.

## Faixas
7"/12" Single
| N.º | Título                | Duração |  |
| 1.  | "Lover Why"           | 6:00    |  |
| 2.  | "Rainin' in the Park" | 3:13    |  |

Portugal 7" Single
| N.º | Título              | Duração |  |
| 1.  | "Lover Why"         | 5:59    |  |
| 2.  | "Nigel Understands" | 6:15    |  |

## Posições nas paradas musicais
| País - Parada Musical              | Melhor posição |
| ---------------------------------- | -------------- |
| Alemanha - Germany Top 100 Singles | 32             |
| França - SNEP                      | 1              |
| Suíça - Swiss Charts               | 11             |
| (PT) - Portuguese Charts           | 1              |